# 高光 (嘉靖進士)
高光（1512年—？年），字子謙，四川嘉定州峨眉縣人，軍籍。

## 生平
九月二十四日生，行五，治《書經》，由縣學生中式四川鄉試第三十四名舉人，年三十三歲中式嘉靖二十三年甲辰科會試第二百六十九名，第三甲第六十四名進士。历官户部主事，以京师城外工完受赏。升蓟鎮管粮郎中，三十八年正月被查理边储户科右给事中魏文吉等劾奏，被革职逮问至京。

## 家族
曾祖高裕；祖高倫；父高世賢，監生 例授七品散官；母徐氏；繼母尹氏。具慶下，妻何氏，兄輔；弼；傑；尚，弟常。